# Bufo fenoulheti
Bufo fenoulheti là một loài cóc thuộc họ Bufonidae.
Loài này có ở Botswana, Mozambique, Namibia, Nam Phi, Swaziland, Zambia, Zimbabwe, và có thể cả Angola.
Môi trường sống tự nhiên của chúng là xavan khô, vùng cây bụi khô khu vực nhiệt đới hoặc cận nhiệt đới, đồng cỏ khô nhiệt đới hoặc cận nhiệt đới vùng đất thấp, đầm nước ngọt có nước theo mùa, và vùng nhiều đá.